# گی دارول
گی دارول (به فرانسوی: Guy Darol) نویسنده و روزنامه‌نگار قرن بیستم میلادی اهل فرانسه است.